# Ảnh hưởng văn hóa của Dragon Ball
Kể từ khi ra mắt, loạt nhượng quyền thương mại Dragon Ball của Akira Toriyama đã có ảnh hưởng đáng kể đến văn hóa đại chúng toàn cầu. Năm 2015, Hiệp hội tưởng niệm Nhật Bản chính thức tuyên bố ngày 9 tháng 5 là "Ngày của Goku" (悟空の日 Gokū no Hi) theo tên nhân vật chính; trong tiếng Nhật, số 5 và 9 có thể được phát âm là "Go" và "Ku". Nó cũng có ảnh hưởng tương tự đến văn hóa đại chúng quốc tế ở các nơi khác trên thế giới. Dragon Ball được nhắc đến rộng rãi trong văn hóa đại chúng của Mỹ, từ truyền hình và âm nhạc đến người nổi tiếng và vận động viên, và chương trình đã được tôn vinh với việc Goku xuất hiện tại nhiều Cuộc diễu hành Ngày lễ Tạ ơn của Macy, và xuất hiện trên các bức tranh tường có chủ đề Dragon Ball xuất hiện ở các thành phố như Los Angeles, Chicago, Kansas City và Denver.

## Cộng đồng người hâm mộ

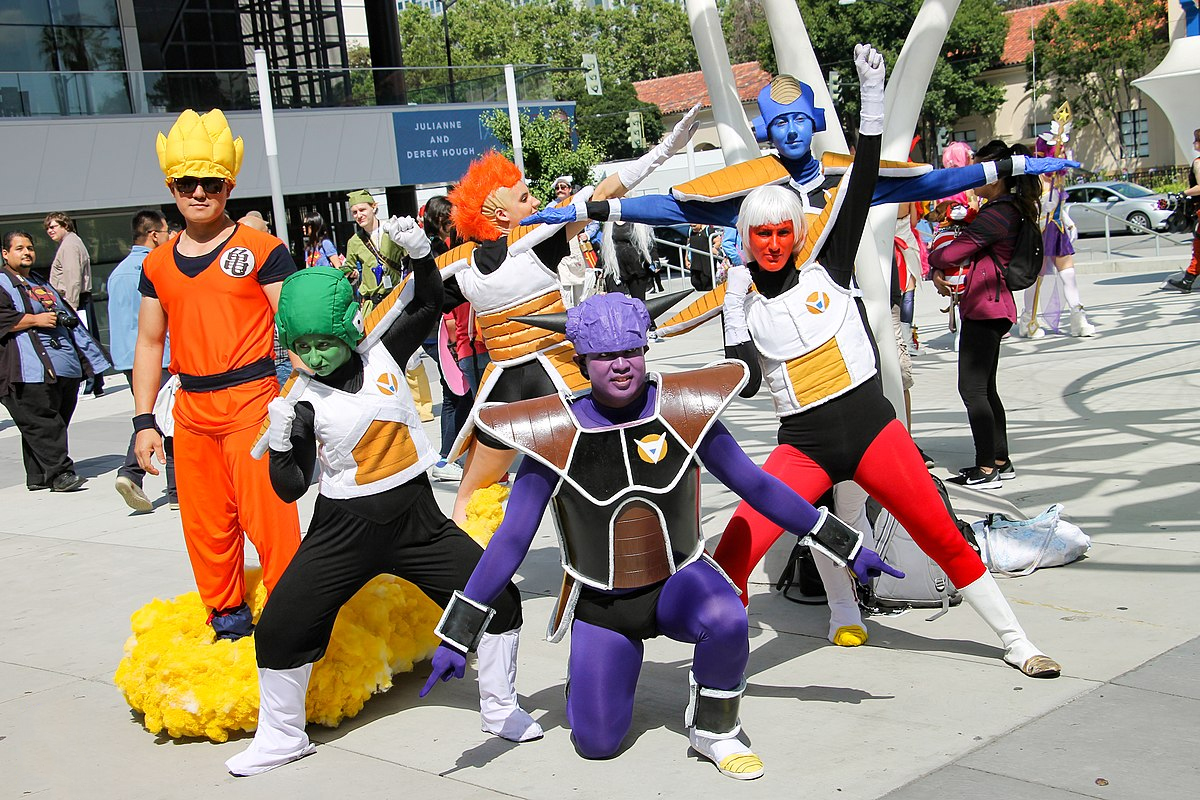
Một nhóm người cosplay hóa trang thành các nhân vật Dragon Ball tại FanimeCon 2017.

Dragon Ball cực kỳ phổ biến ở Mỹ Latinh, tại đó các buổi chiếu công khai tập cuối của Dragon Ball Super vào năm 2018 đã lấp đầy các địa điểm công cộng và sân vận động ở các thành phố trên khắp khu vực, bao gồm các sân vận động có sức chứa hàng chục nghìn khán giả. Các buổi chiếu bất hợp pháp tập cuối năm 2018 thậm chí còn gây ra một sự cố ngoại giao giữa México và Nhật Bản. México có nhiều người hâm mộ Dragon Ball hơn cả Nhật Bản, và Goku được coi là "biểu tượng của người Mỹ Latinh" do sự nổi tiếng của nhân vật này tại đây.
Tác giả của Dragon Ball Akira Toriyama đã được chính phủ Pháp trao tặng Huân chương Chevalier (Hiệp sĩ) của Ordre des Arts et des Lettres vào tháng 5 năm 2019 vì những đóng góp của ông cho nghệ thuật, đặc biệt là Dragon Ball, bộ truyện được ghi nhận là manga phổ biến ở Pháp.
Câu thoại của Vegeta "Đã hơn 9000 rồi!" trong Saiyan Saga bản lồng tiếng Anh của Dragon Ball Z là một meme phổ biến trên Internet trong cộng đồng người hâm mộ nói tiếng Anh.

## Tác động đến truyện tranh và hoạt hình
Dragon Ball đã được trích dẫn như một nguồn cảm hứng trên nhiều phương tiện truyền thông khác nhau. Dragon Ball được ghi nhận là bộ truyện tranh thiết lập xu hướng cho shōnen manga và anime phổ biến kể từ những năm 1980, nhà phê bình manga Jason Thompson năm 2011 gọi nó là "manga shōnen có ảnh hưởng nhất trong 30 năm qua". Các tác giả manga shōnen thành công như Eiichiro Oda (One Piece), Masashi Kishimoto (Naruto), Tite Kubo (Bleach), Hiro Mashima (Fairy Tail) và Kentaro Yabuki (Black Cat) đã trích dẫn Dragon Ball như một nguồn cảm hứng cho các tác phẩm hiện đang phổ biến của riêng họ. Theo Thompson, "hầu hết mọi họa sĩ Shōnen Jump đều liệt kê nó là một trong những tác phẩm yêu thích của họ và lấy cảm hứng từ nó theo nhiều cách khác nhau".
Nhà sản xuất loạt phim hoạt hình Mỹ Steven Universe Ian Jones-Quartey, là một người hâm mộ Dragon Ball và Dr. Slump  đã sử dụng thiết kế phương tiện máy móc của Toriyama làm tài liệu tham khảo cho công việc của ông. Ông cũng tuyên bố rằng "Tất cả chúng tôi đều là người hâm mộ lớn của Toriyama trong [Steven Universe], điều này đã được thể hiện một chút." Họa sĩ truyện tranh André Lima Araújo đã trích dẫn Dragon Ball cùng với một số manga và anime khác, là nguồn cảm hứng chính cho tác phẩm của mình, bao gồm Marvel Comics như Age of Ultron, Avengers A.I., Spider-Verse và The Inhumans. Họa sĩ truyện tranh người Philippines Dexter Soy, người đã tham gia vẽ các truyện tranh như Captain America, đã trích dẫn Dragon Ball là nguồn cảm hứng chính. Tony Stark: Iron Man #11 (2019) có tham chiếu đến Dragon Ball Z, trong đó Miles Morales trong vai Người Nhện ám chỉ đến sự biến đổi Super Saiyan. Goku đôi khi được so sánh hoặc xác định là một siêu anh hùng bởi các phương tiện truyền thông do những điểm tương đồng giữa truyện tranh phương Tây và loạt Dragon Ball.

## Tác động đến phim ảnh và truyền hình
Vào tháng 12 năm 1990, một bộ phim hành động chuyển thể không chính thức của Hàn Quốc Dragon Ball: Ssawora Son Goku, Igyeora Son Goku đã được phát hành. Một bộ phim chuyển thể không chính thức khác Dragon Ball: The Magic Begins cũng được phát hành tại Đài Loan vào tháng 11 năm 1991. Tại Philippines, một vở nhạc kịch thiếu nhi có tựa đề Dragon Ball and Dragon Ball Z: Myth, Magic, Music đã được dàn dựng vào tháng 6 năm 1996.
Ngôi sao phim hành động Thành Long là một người hâm mộ thương hiệu này, ông cho biết Goku là nhân vật Dragon Ball yêu thích của ông. Năm 1995, Thành Long đã bày tỏ sự quan tâm đến việc chuyển thể Dragon Ball thành phim, nhưng cho biết điều đó sẽ đòi hỏi "rất nhiều hiệu ứng đặc biệt tuyệt vời và một ngân sách khổng lồ". Sau đó vào năm 2013, Toriyama cho biết Goku hành động trực tiếp ý tưởng của ông sẽ là một Thành Long trẻ tuổi, cho biết "không ai có thể đóng vai Goku ngoài anh ấy".
Loạt phim Ma trận có nhiều cảnh hành động giống Dragon Ball Z, bao gồm các cảnh chiến đấu tột đỉnh trong các bộ phim năm 2003 Ma trận: Tái lập và Ma Trận: Những cuộc Cách Mạng. Họa sĩ vẽ phác họa phim người Mỹ gốc Philippines Jay Oliva đã trích dẫn Dragon Ball là nguồn cảm hứng chính cho tác phẩm của mình, đặc biệt là các cảnh hành động trong bộ phim Superman năm 2013 Người đàn ông thép, bộ phim ra mắt Vũ trụ Mở rộng DC. Một số bộ phim trong Vũ trụ Điện ảnh Marvel cũng chịu ảnh hưởng về mặt hình ảnh từ Dragon Ball Z. Bộ giáp chiến đấu của Erik Killmonger trong Black Panther: Chiến binh Báo Đen (2018) có nét tương đồng với bộ giáp chiến đấu của Vegeta, mà nam diễn viên Michael B. Jordan (bản thân anh cũng là một người hâm mộ Dragon Ball) cho biết có thể đã truyền cảm hứng cho bộ giáp chiến đấu của Killmonger. Sức mạnh Binary với vẻ ngoài rực lửa của Carol Danvers trong Đại uý Marvel (2019) cũng chịu một số ảnh hưởng từ Dragon Ball Z. Trong Shang-Chi và huyền thoại Thập Luân (2021), Katy gọi một trong những kỹ thuật của Shang-Chi là "quả cầu lửa Kamehameha"; đạo diễn của bộ phim Destin Daniel Cretton đã trích dẫn Dragon Ball Z là nguồn cảm hứng đằng sau cảnh thư hùng trong bộ phim.
Một đặc điểm chính khiến Dragon Ball Z (và sau đó là các chương trình anime khác) khác biệt so với các chương trình truyền hình Mỹ vào thời điểm đó là định dạng phim nhiều kỳ, trong đó một cốt truyện liên tục kéo dài qua nhiều tập hoặc nhiều mùa. Kể từ đó, phim nhiều kỳ cũng trở thành một đặc điểm chung của các chương trình truyền hình trực tuyến của Mỹ trong thời đại "Peak TV".

## Tác động đến âm nhạc và thể thao

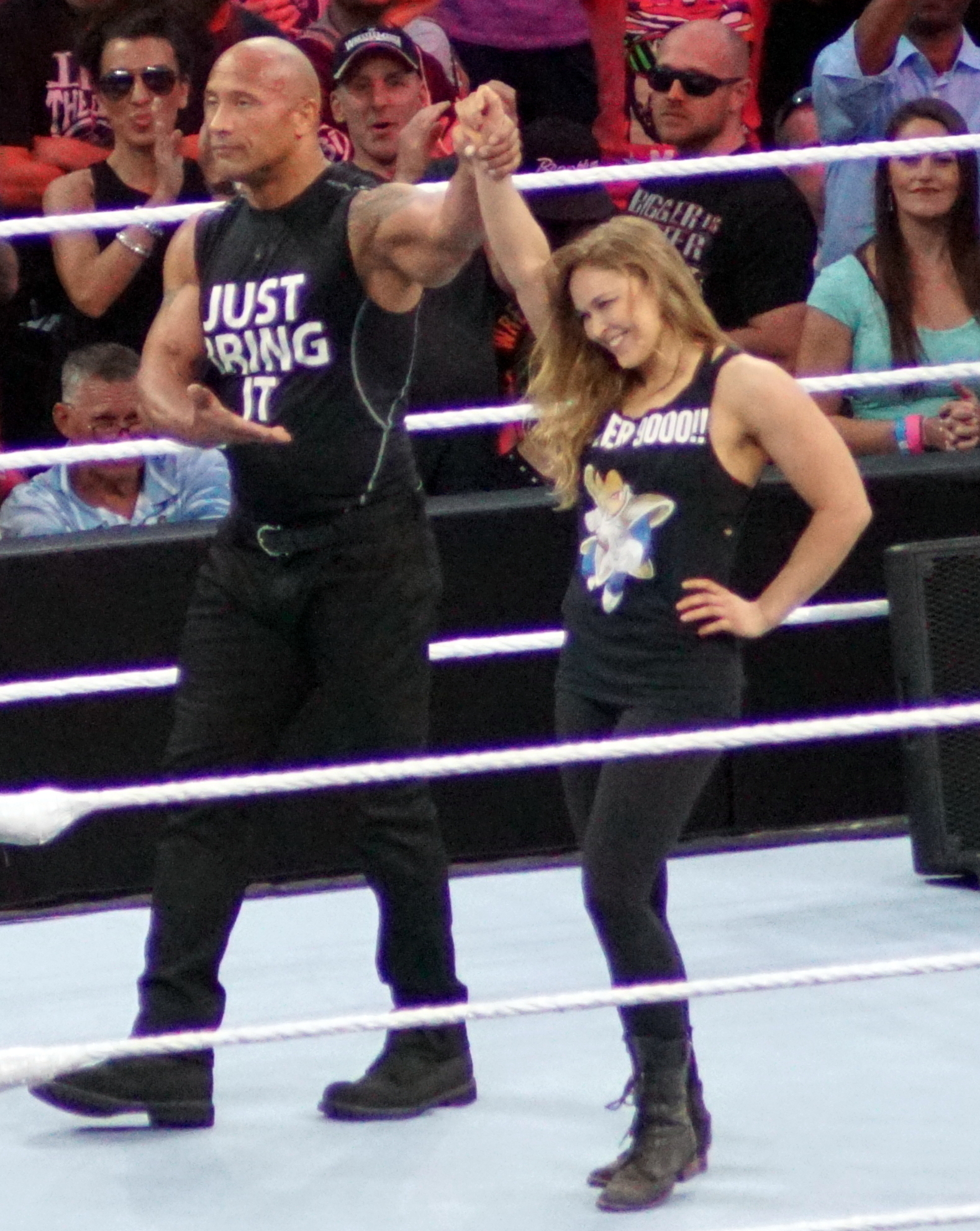
Ronda Rousey (phải, cùng với Dwayne Johnson), mặc áo ba lỗ gợi nhớ đến Vegeta và câu nói "Đã hơn 9000 rồi!".

Dragon Ball đã được truyền tải và tham chiếu bởi nhiều nhạc sĩ. Nó rất phổ biến trong cộng đồng hip hop và đã được nhiều nghệ sĩ và rapper như Chris Brown, Chance the Rapper, Big Sean, Lil Uzi Vert, G-Mo Skee, The Weeknd, Childish Gambino, Denzel Curry, Thundercat, B.o.B, Soulja Boy, Drake, Frank Ocean và Sese nhắc đến trong nhiều bài hát hip hop. Mark Sammut của TheGamer ghi rằng Gohan thỉnh thoảng thực hiện động tác dab (với tên gọi Great Saiyaman) nhiều thập kỷ trước khi nó trở thành động tác nhảy hip-hop phổ biến trong văn hóa đại chúng của Mỹ.
Nhiều vận động viên cũng đã dẫn truyền và tham khảo Dragon Ball, bao gồm các cầu thủ bóng rổ NBA như hậu vệ De'Aaron Fox của Sacramento Kings, tiền đạo Lauri Markkanen của Utah Jazz, cầu thủ Jordan Bell của Golden State Warriors và hậu vệ Lonzo Ball của Chicago Bulls, cùng các ngôi sao bóng bầu dục Mỹ NFL như cầu thủ Darren Fells và David Njoku của Cleveland Browns, võ sĩ hỗn hợp Ronda Rousey, và các đô vật WWE như The New Day. Võ sĩ kickboxing người Nhật Panchan Rina lấy biệt danh của mình từ nhân vật Pan của Dragon Ball. Võ sĩ hỗn hợp người Nhật Itsuki Hirata có biệt danh là "Android 18" vì cô giống với nhân vật Dragon Ball. Võ sĩ hỗn hợp người Canada Carlos Newton đã đặt tên cho phong cách chiến đấu của anh là "Dragon Ball jiu-jitsu" để tôn vinh bộ truyện. Các võ sĩ hỗn hợp khác cũng lấy cảm hứng Dragon Ball như Kana Watanabe, Yushin Okami, Yoshihiro Akiyama và Yuya Wakamatsu. Nhóm Yamakasi của Pháp đã trích dẫn Dragon Ball như một nguồn cảm hứng cho sự phát triển parkour của họ, lấy cảm hứng từ cách các anh hùng đạt được khả năng phi thường thông qua quá trình làm việc chăm chỉ.
Trong lần xuất hiện tại WrestleMania 31 năm 2015, vận động viên chuyên nghiệp người Mỹ Ronda Rousey đã mặc một chiếc áo ba lỗ có in hình nhân vật Vegeta và câu thoại "It's Over 9000!" (Đã hơn 9000 rồi!) từ bản lồng tiếng tiếng Anh của Dragon Ball Z.

## Tác động đến trò chơi điện tử và công nghệ
Nhà sản xuất của loạt trò chơi điện tử Tekken, Katsuhiro Harada, cho biết Dragon Ball là một trong những tác phẩm đầu tiên mô tả trực quan về Khí và từ đó ảnh hưởng đến nhiều trò chơi điện tử Nhật Bản, đặc biệt là các trò chơi đối kháng như Tekken và Street Fighter. Masaaki Ishikawa, giám đốc nghệ thuật của trò chơi điện tử Arms cho biết phong cách nghệ thuật của nó phần lớn chịu ảnh hưởng từ Dragon Ball và Akira. Nhà thiết kế trò chơi điện tử người Pháp Éric Chahi cũng trích dẫn Dragon Ball là nguồn cảm hứng cho trò chơi nền tảng điện ảnh Another World năm 1991 của ông. Những cựu chiến binh khác trong ngành công nghiệp trò chơi điện tử lấy cảm hứng từ Dragon Ball bao gồm Suda51, SWERY, Insomniac Games, Nina Freeman, Heart Machine, Iron Galaxy và Mega64.
Từ mới phì phì (pafupafu), được Akira Toriyama đặt ra trong Dragon Ball thường được sử dụng trong loạt trò chơi điện tử Dragon Quest. Do thuật ngữ này được sử dụng trong Dragon Ball và Dragon Quest, nó cũng được nhắc đến trong các trò chơi như 3D Dot Game Heroes, Yakuza: Like a Dragon, và Final Fantasy XIV.
Bộ vi xử lý Freescale DragonBall và DragonBall EZ/VZ của Motorola được phát hành vào năm 1995, được đặt tên lần lượt theo Dragon Ball và Dragon Ball Z.